# جوة آل مهناء (القطن)
'

تعديل مصدري - تعديل

جوه ال مهناء هي إحدى قرى عزلة القطن بمديرية القطن التابعة لمحافظة حضرموت، بلغ تعداد سكانها 103 نسمة حسب تعداد اليمن لعام 2004.